# دانشگاه مرکزی لانکاشر
دانشگاه مرکزی لانکاشر (به اختصار UCLan ) یک دانشگاه دولتی مستقر در شهر پرستون ، لانکاشر ، انگلستان است. این دانشگاه از نظر تعداد دانشجو نوزدهمین دانشگاه بزرگ در بریتانیا است.

## شعب
UCLan Cyprus یک شعبه از دانشگاه مرکزی لانکشایر واقع در پایلا ، لارناکا است. این پردیس در سال 2012 افتتاح شد و مجوز و به عنوان یک دانشگاه در قبرس ثبت شده است. این تنها دانشگاه خصوصی بریتانیا در قبرس است.